# Zethus fabricator
Zethus fabricator är en stekelart som beskrevs av Stange 1969. Zethus fabricator ingår i släktet Zethus och familjen Eumenidae. Inga underarter finns listade i Catalogue of Life.